# Gradska općina Slovenj Gradec
Gradska općina Slovenj Gradec (slo.:Mestna občina Slovenj Gradec) je općina u sjevernoj Sloveniji u pokrajini Štajerska a u statističkoj regiji Koruškoj. Središte općine je grad Slovenj Gradec.

## Zemljopis
Općina Slovenj Gradec nalazi se u sjevernom dijelu Slovenije. Središnji dio općine je dolina istoimene rijeke Mislinje. Istočno od doline izdiže se planina Pohorje, a zapadno Karavanke.
U nižem dijelu općine vlada umjereno kontinentalna klima, dok u višem dijelu vlada njena oštrija, planinska varijanta. Najvažniji vodotok u općini je rijeka Mislinja. Svi ostali vodotoci su mali i njene su pritoke.

## Naselja u općini
Brda, Gmajna, Golavabuka, Gradišče, Graška Gora, Legen, Mislinjska Dobrava, Pameče, Podgorje, Raduše, Sele, Slovenj Gradec, Spodnji Razbor, Stari trg, Šmartno pri Slovenj Gradcu, Šmiklavž, Tomaška vas, Troblje, Turiška vas, Vodriž, Vrhe, Zgornji Razbor

## Vanjske poveznice
- Službena stranica općine  Arhivirana inačica izvorne stranice od 20. listopada 2020. (Wayback Machine)